# Melanolophia tephrias
Melanolophia tephrias là một loài bướm đêm trong họ Geometridae.